# Хинное дерево
Хи́нное дерево, или цинхо́на (лат. Cínchona) — род растений семейства Мареновые (Rubiaceae).

## Ботаническое описание

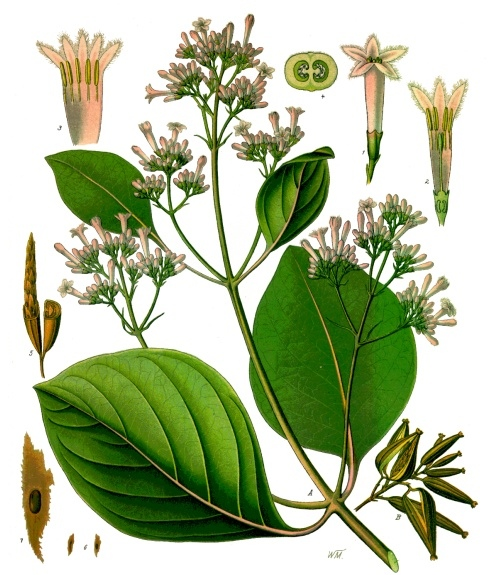
Cinchona pubescens.

Вечнозелёные деревья высотой 10—15 м (реже до 25 м).
Листья крупные кожистые блестящие, цельнокрайные, супротивные. Издали хинное дерево напоминает обычную ольху, только листья у него блестящие и вся крона имеет чуть розоватый оттенок.
Розовые, красные или жёлто-белые душистые трубчатые пятичленные цветки собраны в густые метёлки на концах ветвей.
Плод — яйцевидная или продолговатая коробочка, содержащая крылатые семена.

## Распространение и среда обитания
Хинное дерево в природе растёт между 10° с. ш. и 22° ю. ш. — от Колумбии до Боливии, во влажных лесах на восточных склонах Анд, на высоте 1500—3000 м над уровнем моря. Встречается и в северной части Анд, на восточных склонах. В настоящее время его также разводят в тропических странах — на островах Ява, Шри-Ланка, Мадагаскар, в Восточной Африке.
Прежде, на территории России хинное дерево культивировали в районе Черноморского побережья Кавказа.
В настоящее время хинное дерево распространено во многих тропических странах; основная часть мировой добычи хинной коры приходится на Индонезию. Возделывают в основном хинное дерево Леджера (Cinchona ledgeriana, оно же Cinchona calisaya), хинное дерево лекарственное (Cinchona officinalis) и хинное дерево красносоковое (Cinchona succirubra, или Cinchona pubescens), а также многочисленные гибридные формы. В России их разводят только в оранжереях ботанических садов. С развитием синтетического производства алкалоидов культура хинного дерева сократилась.

## Использование

Цветы Cinchona calisaya

Хинное дерево стало знаменитым благодаря своей коре — южноамериканские туземцы издавна лечили ею малярию. Европейцы узнали о его целебных свойствах ещё в XVI веке; по совету испанских иезуитов «красной водой» из хинной корки была излечена от малярии жена вице-короля Перу, графа Луиса Херонимо Фернандеса де Кабреда. В 1640 году партия коры «кина-кина» была вывезена в Европу, однако само дерево не было описано ботаниками вплоть до 1737 года (если не считать работ натуралиста Бернабе Кобо).
Французская экспедиция учёного-математика Шарля Кондамина, направленного в 1735 году в Кито измерить дугу меридиана вместе с Антонио де Ульоа, Пьером Бугером и ботаником Жозефом де Жусьеном, была первой, изучившей и описавшей quinquina, дерево из долины Лоха, которому Линней в 1742 году дал название Cinchona.

### Культивация на Яве
С XVII века началось активное истребление дикорастущих хинных деревьев ради коры, так что к середине XIX века возникла опасность их полного исчезновения.
При этом правительство Перу препятствовало вывозу посевного материала, чтобы не лишиться монополии на производство хины.
Однако в конце 1851 или начале 1852 года единственный экземпляр Cinchona calisaya, выращенный из семени, доставленного из Южной Америки Уэдделлом, был получен из Лейдена на Яве, и Й. Э. Тейсманн укоренил его черенок на месте нынешнего ботанического сада Цибодас (англ. Kebun Raya Cibodas). В 1852 году голландское правительство направило в Южную Америку экспедицию Карла Юстуса Хасскарла, и через два года на Яве были получены семена Cinchona calisaya в немалом количестве. Таким образом дерево начали выращивать сначала в Цибодас, а затем — на плантациях, и из коры его стали получать хинин. Однако стоимость его получения была высока, так как дерево выращивалось несколько лет, а кора его после одного обдирания обеднялась хинином, и его приходилось срубать. Чарльзу Леджеру (англ. Charles Ledger) в 1865 году удалось купить и вывезти на Яву семена другого вида хинного дерева, Cinchona ledgeriana. Это, в отличие от Cinchona calisaya, небольшое деревце, а хинина в его коре — намного больше. Поэтому получение хинина из Cinchona ledgeriana обходилось дешевле, и оно, а также его гибриды, с тех пор стало наиболее распространенным на яванских плантациях.
|                                                                    |  |  |  |  |
| Растения, листья, соцветия, цветок, плоды вида Cinchona pubescens. |  |  |  |  |

### Хина

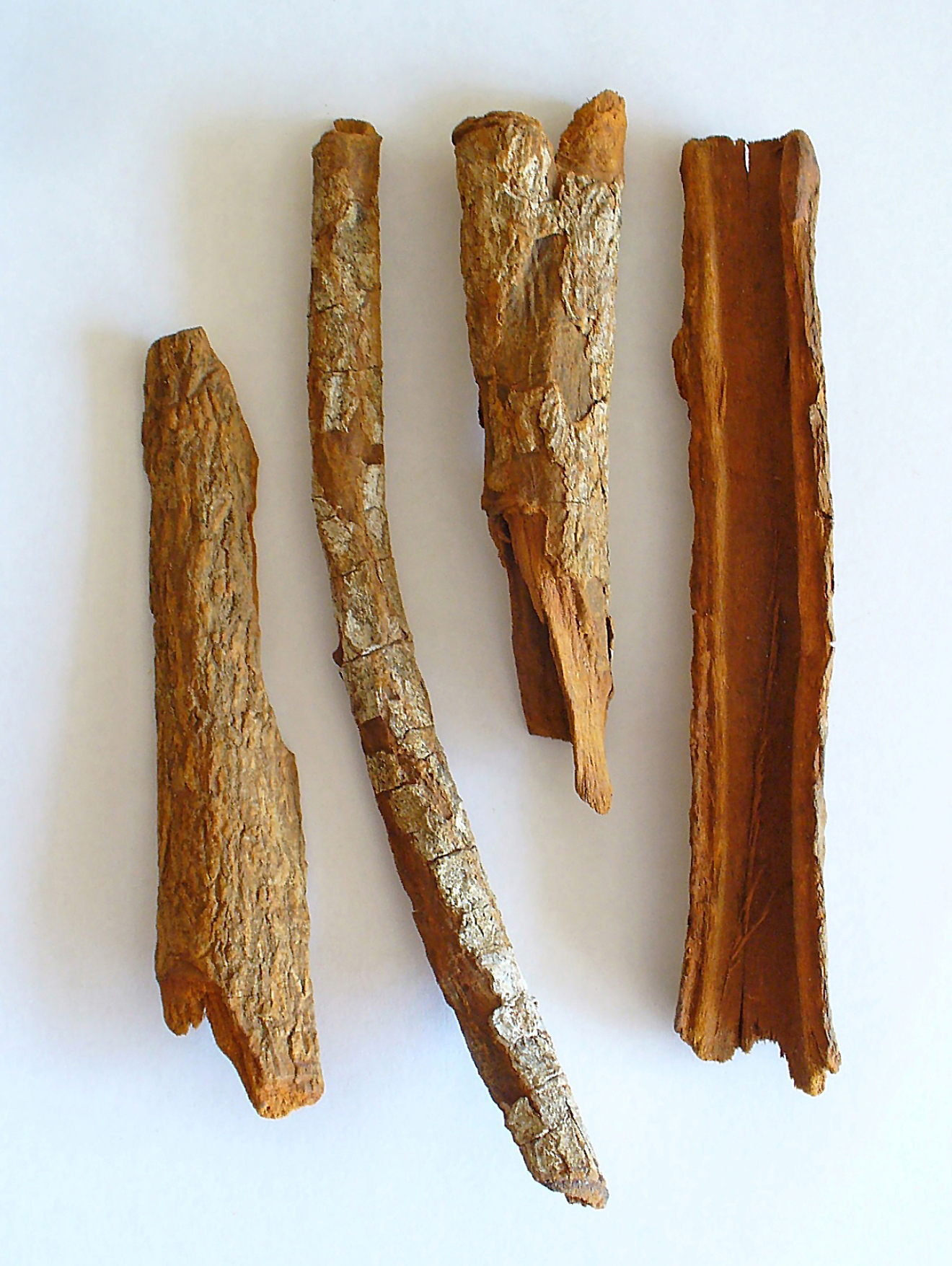
Кора вида Cinchona officinalis

В качестве лекарственного сырья используют высушенную кору стволов, ветвей и корней (лат. Cortex Chinae), основные действующие вещества которой — алкалоиды, производные хинолина, в том числе хинин и его стереоизомер хинидин и их 6-диметоксипроизводные — цинхонин и цинхонидин. В медицине используют хинина гидрохлорид, хинина дигидрохлорид и хинина сульфат как антипротозойное средство, действующее на все виды малярийных плазмодиев. Хинидина сульфат применяют как антиаритмическое при тахикардии, мерцательной аритмии; настойку, отвар — как возбуждающее аппетит и улучшающее пищеварение средство. Содержание суммы алкалоидов в коре не менее 6,5 %, из которых 30—60 % составляют алкалоиды типа хинина. Алкалоиды накапливаются в паренхиме коры в связанном с хинной кислотой виде. Содержание хинной кислоты достигает 5—8 %. Из других веществ хинной коры следует отметить хиновин (до 2 %) — горький гликозид, расщепляющийся при гидролизе на хинновую кислоту и углевод — хиновозу. Антрахиноны, характерные для семейства Мареновые, представлены в коре тетрагидроксиантрахиноном.
Снаружи хинная кора покрыта тёмно-бурой пробкой, часто несущей лишайники; внутренняя поверхность гладкая, красно-бурая, с очень горьким вкусом, но без запаха. В культуре кору с взрослого дерева сдирают несколько раз, обвязывая его после этой операции мхом; когда кора нарастает снова, её опять сдирают и т. д. Снятую кору обычно сушат на воздухе. Лишь 4 перечисленных вида дают кору, употребляемую в медицине; кора остальных видов идёт на добывание химического продукта (хинина).
Считается, что хинин из хинной коры впервые был выделен профессором Ф. Гизе в Харькове, но его работа осталась неизвестной в Европе. В 1820 году П. Ж. Пеллетье и Ж. Б. Кавенту во Франции выделили алкалоиды хинин и цинхонин. Полностью структура хинина была установлена в 1907 году, а его синтез осуществлён в 1944 году.
Алкалоиды хинной коры выделяют путём извлечения органическим экстрагентом в щелочной среде. Вытяжку, содержащую сумму алкалоидов-оснований, обрабатывают серной кислотой, при этом выпадает осадок сырого хинина сульфата. Далее выделяют смесь кристаллизующихся алкалоидов цинхонидина, хинидина и цинхонина. После их отделения остаётся бурая смолистая масса (хиноидин), содержащая смесь аморфных алкалоидов. Из сырого хинина сульфата приготовляют другие легкорастворимые соли: хинина гидрохлорид, хинина дигидрохлорид, хинина сульфат и хинидин.
На рубеже XIX и XX веков большим успехом в качестве аперитивов пользовались креплёные вина с добавлением хины (которая, по заявлениям рекламодателей, придавала им лекарственный эффект). Корпорация Pernod Ricard до сих пор продолжает выпускать один из подобных аперитивов — Lillet.

## Таксономия
Cinchona L. Species Plantarum 1: 172. 1753.
Род назван (К. Линнеем в 1742 году) в честь графини Чинчон, жены вице-короля Перу, которая в 1638 году была излечена от лихорадки корой хинного дерева. Испанский историк-натуралист Бернабе Кобо, иезуитский миссионер и писатель, сыграл значительную роль в истории хинина — иезуитской коры, как её поначалу называли — дав её первое описание; в 1632 году он же первым привёз её в Европу.

### Синонимы
- Pleurocarpus Klotzsch, 1859
- Quinquina Boehm., 1760
- Kinkina Adans., 1763

### Виды
По информации базы данных The Plant List, род включает 25 видов:
- Cinchona antioquiae L.Andersson
- Cinchona asperifolia Wedd.
- Cinchona barbacoensis H.Karst.
- Cinchona × boliviana Wedd.
- Cinchona calisaya Wedd. — Хинное дерево Леджера
- Cinchona capuli L.Andersson
- Cinchona fruticosa L.Andersson
- Cinchona glandulifera Ruiz & Pav.
- Cinchona hirsuta Ruiz & Pav.
- Cinchona krauseana L.Andersson
- Cinchona lancifolia Mutis
- Cinchona lucumifolia Pav. ex Lindl.
- Cinchona macrocalyx Pav. ex DC.
- Cinchona micrantha Ruiz & Pav.
- Cinchona mutisii Lamb.
- Cinchona nitida Ruiz & Pav.
- Cinchona officinalis L. — Хинное дерево лекарственное
- Cinchona parabolica Pav.
- Cinchona pitayensis (Wedd.) Wedd.
- Cinchona pubescens Vahl — Хинное дерево красносоковое
- Cinchona pyrifolia L.Andersson
- Cinchona rugosa Pav.
- Cinchona scrobiculata Humb. & Bonpl.
- Cinchona villosa Pav. ex Lindl.